# Lucy Dacus
Lucy Dacus, née le 2 mai 1995 à Norfolk (Virginie), est une autrice-compositrice-interprète américaine de folk et de rock indépendant.
Elle compte quatre albums studios à son actif, No Burden, Historian, Home Video et Forever Is A Feeling. Depuis 2018, elle forme également le supergroupe boygenius, avec Phoebe Bridgers et Julien Baker.

## Biographie

### Origines
Dacus grandit dans la banlieue de Richmond, en Virginie,,. Elle est diplômée de la Maggie L. Walker Governor's School  et a débuté des études de cinéma à l'Université du Commonwealth de Virginie, qu'elle a abandonnées pour poursuivre sa carrière musicale.

### Carrière
Dacus monte sur scène pour la première fois à New York en mars 2015. Son premier single, I Don't Wanna Be Funny Anymore sort en novembre 2015. Son premier album, No Burden, est produit à Nashville par des amis d'enfance, Collin Pastore, qui s'occupe du mixage, et Jacob Blizard, et sort le 26 février 2016,. Dacus signe ensuite chez Matador Records, qui republie l'album le 9 septembre 2016,,. La même année, elle joue au Lollapalooza, dans le Grant Park, et passe pour la première fois à la télévision nationale, sur CBS This Morning. Elle enregistre dans la foulée un « Tiny Desk Concert » pour NPR.
Son deuxième album, intitulé Historian, est publié le 2 mars 2018. Il est salué par la critique,,,. Il a été enregistré à Nashville, à Trace Horse Studio, avec, à nouveau, Jacob Blizard et Collin Pastore.
En septembre 2016, le candidat à la vice présidence démocrate Tim Kaine déclare dans une interview que Lucy Dacus est sa « nouvelle artiste préférée »,.
En 2018, Lucy Dacus, avec Phoebe Bridgers et Julien Baker, forme le supergroupe boygenius. Elles sortent ensemble un EP, au titre éponyme, le 26 octobre 2018, acclamé par la critique,,,. boygenius sort un album nommé the record en 2023, recevant à nouveau d'excellentes critiques.
Elle annonce en janvier 2025 la sortie d'un nouvel album "Forever Is A Feeling" pour mars 2025 et présente deux nouveaux singles "Ankles" et "Limerence", qui sortent en janvier 2025. 

## Discographie

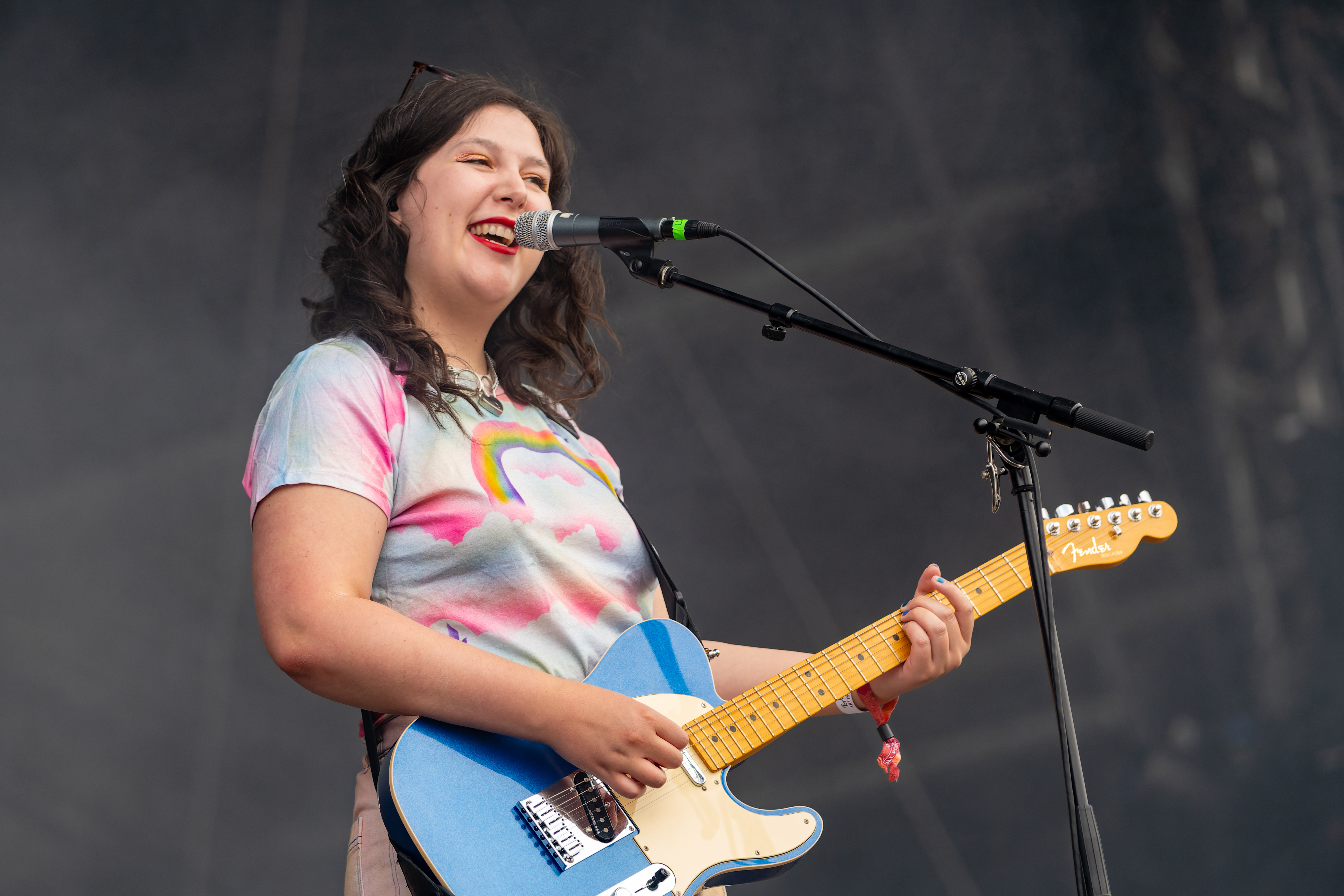
Lucy Dacus au festival All Points East en 2022, dans le parc Victoria (Londres)

### Solo

#### Albums studios
- No Burden (2016, EggHunt Records/Matador Records)
- Historian (2018, Matador Records)
- Home Video (2021, Matador Records)
- Forever Is A Feeling (2025, Geffen Records)

#### Singles
- I Don't Wanna Be Funny Anymore (2016)
- Strange Torpedo (2016)
- Night Shift (2018)
- Addictions (2018)
- Hot & Heavy (2021)
- Ankles (2025)

### Avec boygenius

#### EP
- boygenius (2018)

#### Album
- the record (2023)